# Parathalestris verrucosa
Parathalestris verrucosa är en kräftdjursart som beskrevs av Itô 1970. Parathalestris verrucosa ingår i släktet Parathalestris och familjen Thalestridae. Inga underarter finns listade i Catalogue of Life.